# Barrio Arriba, San Luis Potosí
Barrio Arriba är en ort i Mexiko.   Den ligger i kommunen Tampacán och delstaten San Luis Potosí, i den sydöstra delen av landet, 220 km norr om huvudstaden Mexico City. Barrio Arriba ligger 275 meter över havet och antalet invånare är 130.
Terrängen runt Barrio Arriba är huvudsakligen kuperad, men åt nordväst är den platt. Runt Barrio Arriba är det ganska tätbefolkat, med 80 invånare per kvadratkilometer. Närmaste större samhälle är Tamazunchale, 17,4 km sydväst om Barrio Arriba. I omgivningarna runt Barrio Arriba växer huvudsakligen savannskog.